# B・A・R 007
B・A・R007は、B・A・Rが2005年のF1世界選手権参戦用に開発したフォーミュラ1カー。2005年の開幕戦から、最終戦まで実戦投入された。開発責任者はジェフ・ウィリス。
その後2005年から2006年のオフにかけて、2006年用V8エンジンとギヤボックステスト用マシンとしてB・A・R 078が製作され、ホンダ・RA106が完全にそろうまで使用された。

## 構造
2004年シーズンにおいてチーム最高位となるコンストラクターズランキング2位を獲得した原動力、B・A・R 006を各方面から見直し、2005年レギュレーションに対応したマシンが「007」である。
重量配分を若干フロント側に寄せ（48:52 → 48.9:51.1）、ホイールベースは3,085mmまで短縮した。
ダウンフォースを削減するレギュレーションに対応して、フロントウイングの中央部分が大きく下げられ、スプーンのように丸まった形状になった。サイドポンツーン後方は小さく絞られている。
エンジンは2レースを1台でカバーするので、2004年よりも耐久性能の向上（800km → 1,400km）が求められたが、ホンダは性能は昨年並みで耐久力を2倍という高い目標を掲げた。
自社製のギヤボックスは変速時の駆動ロスを減らす「シームレスシフト」を採用した。開幕戦オーストラリアGPから第12戦ドイツGPまでは第1世代型であるQS1が、第13戦ハンガリーGP以降は第2世代型であるQS2が使用された。QS1は2003年の終わりから開発をはじめ、4速から7速がシームレスシフトとなった。信頼性を考え、トルクが大きい1速から3速は通常シフトとなっている。QS2は全てシームレスシフトが可能となっている。

## 2005年シーズン

### プレシーズン
2005年1月13日、イギリスのシルバーストン・ナショナルサーキットで佐藤琢磨によってシェイクダウンされた。同月16日にはスペインのカタロニア・サーキットで報道陣などを招いての新車発表会が行われた。発表会の後、続けてバルセロナでのテストを予定していたが、路面舗装の都合によりバレンシア・サーキットでのテスト（同月19 - 21日）に変更された。その後、同月25 - 28日、2月1 - 4日にかけてバレンシアでの合同テストに参加するも、ロングラン中に幾度となく発生するエンジンブローとグリップ・ペース不足に悩まされた。

### シーズン開幕
プレシーズンテストでエアロダイナミクス面での欠陥が発覚。さらにエンジンの信頼性にも不安を抱えるという最悪の状況で開幕を迎えた。開幕戦オーストラリアGPでは次戦のエンジン交換を見越して、最終ラップにチェッカーを受けずピットインする戦術的リタイアが物議を醸した。結局、ノーポイントのまま第3戦までを消化した。
ヨーロッパラウンド初戦の第4戦サンマリノGPでは、マシンに大幅なモディファイを敢行。バトン3位・佐藤5位とダブル入賞し、復活の第一歩と思われたが、レース後の車検で最低重量違反の疑いをかけられた（詳細は後述）。5月5日に国際控訴裁判所 (ICA) で裁定が下され、B・A・RをサンマリノGPリザルトから除外することに加えて、スペインGPとモナコGPの2戦出場停止、以降6ヶ月の出場停止（1年間の執行猶予付き）という厳罰が決定した。
第8戦カナダGPではバトンがポールポジションを獲得したが、レースでは2台ともリタイア。第9戦アメリカGPではミシュランタイヤ使用チームがレースを棄権するなど、まともに戦うこともままならなかった。
その後のヨーロッパラウンドではようやくマシン改修が功を奏し、第10戦フランスGPでシーズン初ポイントを獲得。バトンは最終戦まで10戦連続入賞・2回の3位表彰台と活躍を見せた。しかし、佐藤は完走するものの、レース中の接触やマシントラブルなどでポイント圏外でのフィニッシュが何度もあり、第13戦ハンガリーGPでの8位1回に終わった。第11戦イギリスGPではフォーメーションラップ中にステアリングのボタンを押し間違い、エンジンストールするというハプニングも起こった。
最終的にコンストラクターズランキングは前年の2位から6位に後退した。

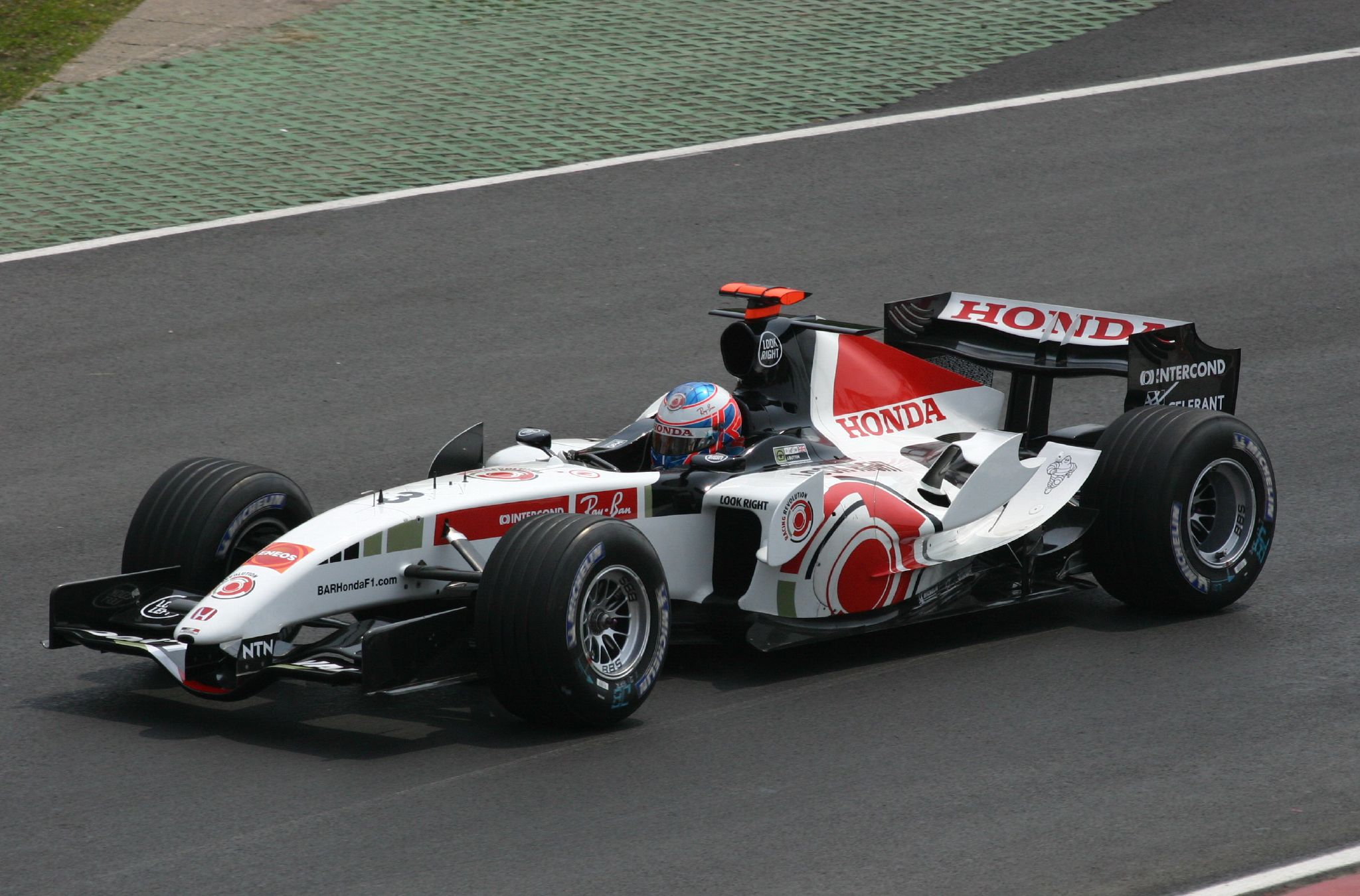
カナダGPでの007。バトンがドライブ。
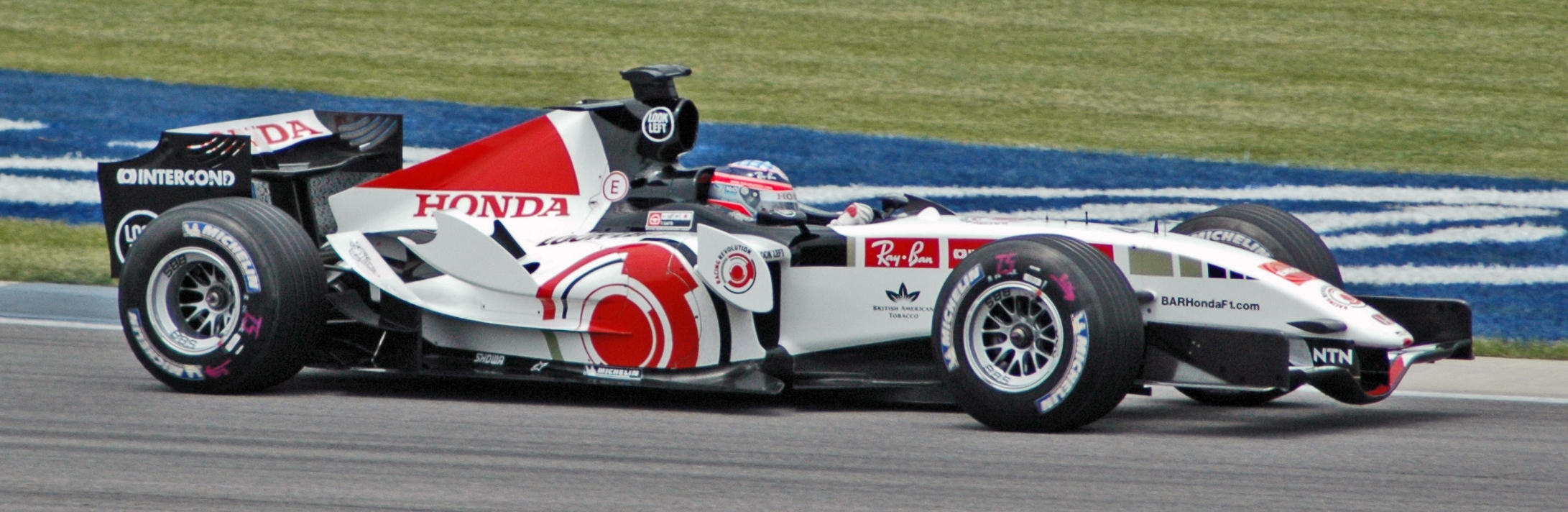
アメリカGPでの007。佐藤琢磨がドライブ。
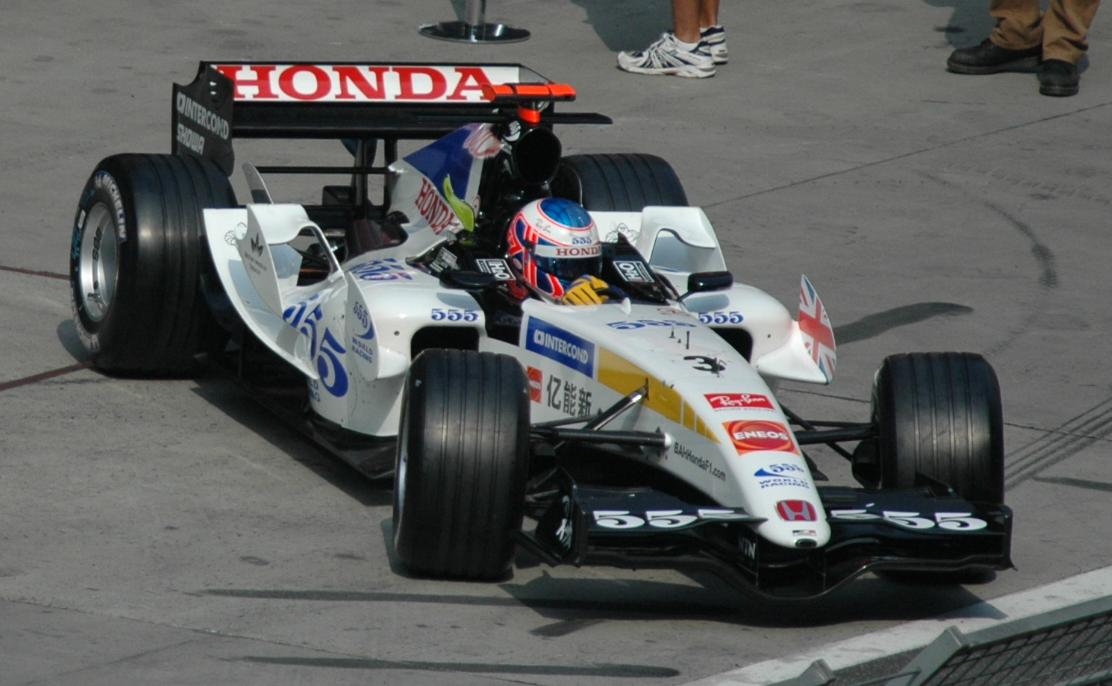
中国GPでバトンがドライブする007。通常と異なる555ブランドカラーが施されている。

## 重量規定違反騒動
サンマリノGP終了後の車検において、3位入賞したバトンのマシンから燃料を抜き取ったところ、車重が最低重量規定の600kgよりも5.4kg軽いことが判明した。燃料のメインタンクを空にした状態では600kgを上回っていたが、予備タンク（コレクタータンク）に余っていたガソリンまで抜くと規定値に達しなかった。
この年のホンダエンジンは予備のコレクタータンクに一定量のガソリンを溜めておくことで、車位変化に影響されず燃料を安定供給する仕組みになっていた。市販車でも使用される装置であり、事前のマレーシアGPでFIA技術委員の査察を受けた際には問題とされなかった。B・A・Rはコレクタータンク内のガソリンは構造上「使えない燃料」であると説明。レース中常に600kg以上の車重で走行していたというデータを提出し、レーススチュワードの理解を得て、一旦はリザルトが認められた。
しかし、国際自動車連盟 (FIA) はコレクタータンクの燃料が重量規定をクリアするための「バラスト」ではないかと主張。レーススチュワードの判断を不服とし、国際控訴裁判所に対して「B・A・Rの2005年シーズンの選手権からの除外」と「罰金100万ユーロ」を求めて提訴した。
裁定では故意かつ悪意のある反則行為は認められないと判断されたが、B・A・R側がレギュレーションを独自解釈したことが問題視された。車体の最低重量に燃料分を含めるのかどうかは明文化されていなかったが、1994年にレース中の再給油が認められて以来、ガソリンをすべて抜いた状態とするのが通例となっており、チームがレギュレーションの確認義務を怠ったことが処罰理由とされた。
しかし、FIAの強硬姿勢には政治的な思惑も垣間見られた。当時はF1に参戦する自動車メーカーがFIAと対立し、グランプリ・ワールド・チャンピオンシップ（GPWC）→グランプリ・マニュファクチャラーズ・アソシエーション（GPMA）を結成して2008年から独立シリーズを立ち上げると宣言していた。ホンダはGPWC側に接近し、GPMAへの改組時にメンバー入りしていたため、政争のスケープゴートにされたという見方も存在した。
B・A・Rは民事訴訟も検討したがこの裁定を受け入れ、出場停止明けのヨーロッパGP以降は6kgのバラストを余分に搭載して出走した。

## スペック

### シャーシ
- シャーシ名 007
- モノコック重量 56kg[11]
- 全長 4,675 mm
- 全幅 1,800 mm
- 全高 950 mm
- ホイールベース 3,085 mm[11]
- 前トレッド 1,460 mm
- 後トレッド 1,420 mm
- クラッチ ザックス
- ブレーキキャリパー アルコン

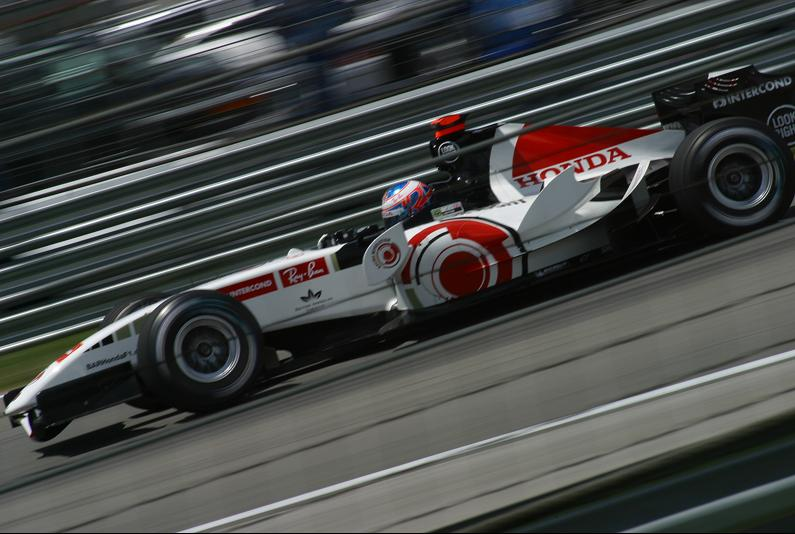
アメリカGPでの007。バトンがドライブ。

- ブレーキディスク・パッド ブレンボ・カーボンインダストリー
- ホイール BBS
- タイヤ ミシュラン
- ダンパー ショーワ
- 燃料タンク ATL製150l
- ギヤボックス ホンダ7速セミオートマチックシームレスシフト/カーボンファイバーケーシング[11]

### エンジン
- エンジン名 ホンダRA005E
- 気筒数・角度 V型10気筒・90度
- 排気量 3,000cc
- 最高回転数 18,500回転以上
- 最大馬力 900馬力以上

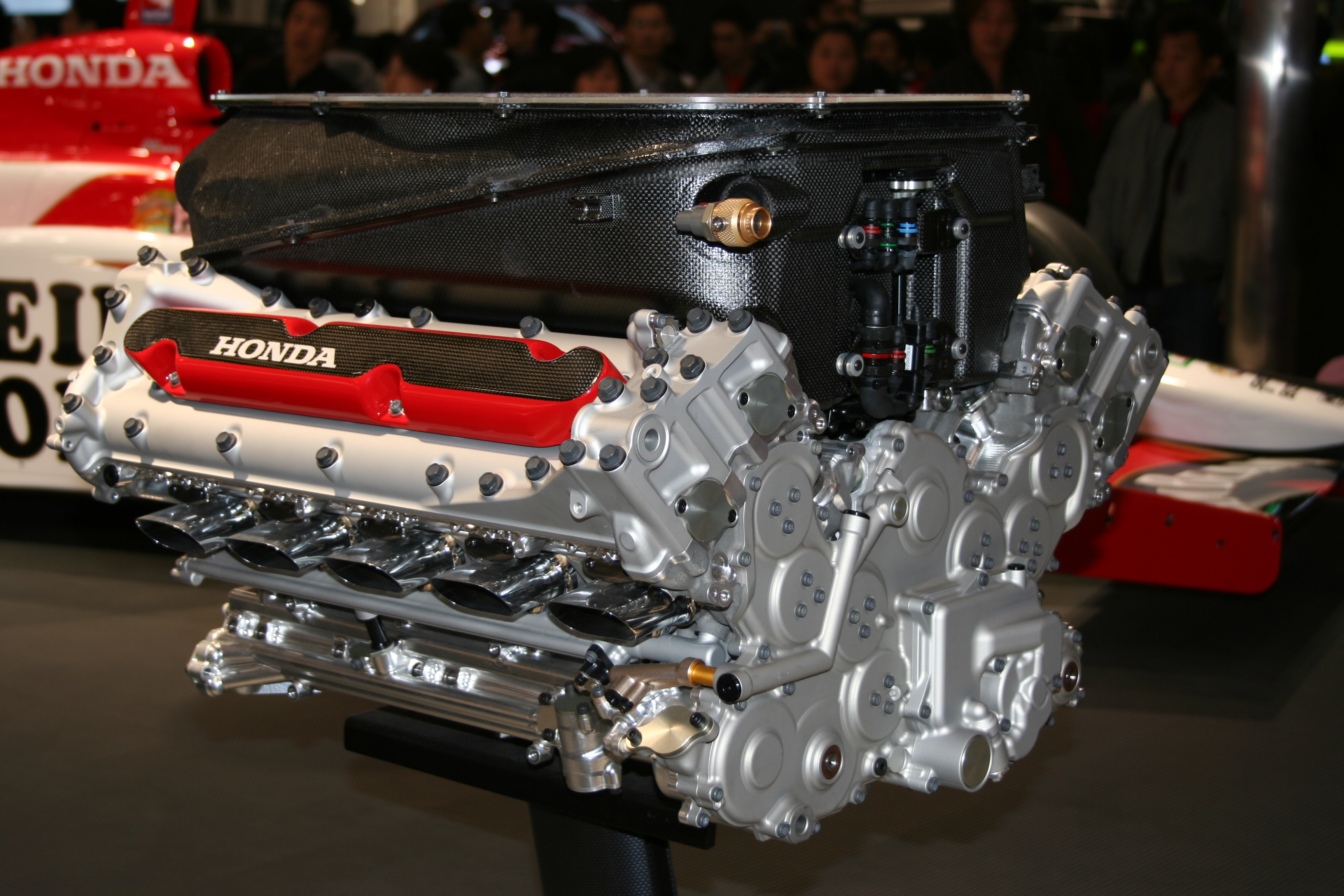
ホンダRA005E

- ボア×ストローク 97.0mm×40.52mm[11]
- 重量 88.6kg[11]
- スパークプラグ NGK
- 燃料・潤滑油 エネオス
- イグニッション ホンダPGM-IG
- インジェクション ホンダPGM-FI

## 記録
| 年   | No. | ドライバー   | 1   | 2   | 3   | 4   | 5   | 6   | 7   | 8   | 9   | 10  | 11  | 12  | 13  | 14  | 15  | 16  | 17  | 18  | 19  | ポイント | ランキング |
| 年   | No. | ドライバー   | AUS | MAL | BHR | SMR | ESP | MON | EUR | CAN | USA | FRA | GBR | GER | HUN | TUR | ITA | BEL | BRA | JPN | CHN | ポイント | ランキング |
| ---- | --- | ------------ | --- | --- | --- | --- | --- | --- | --- | --- | --- | --- | --- | --- | --- | --- | --- | --- | --- | --- | --- | -------- | ---------- |
| 2005 | 3   | バトン       | 11  | Ret | Ret | DSQ | EX  | EX  | 10  | Ret | DNS | 4   | 5   | 3   | 5   | 5   | 8   | 3   | 7   | 5   | 8   | 38       | 6位        |
| 2005 | 4   | 佐藤         | 14  | WD  | Ret | DSQ | EX  | EX  | 12  | Ret | DNS | 11  | 16  | 12  | 8   | 9   | 16  | Ret | 10  | DSQ | Ret | 38       | 6位        |
| 2005 | 4   | デビッドソン |     | Ret |     |     |     |     |     |     |     |     |     |     |     |     |     |     |     |     |     | 38       | 6位        |

- 太字はポールポジション、斜字はファステストラップ、DNSは出走せず、DSQは失格、EXは出場停止、WDは欠場(key)